# BBC Parliament
BBC Parliament – brytyjski kanał telewizyjny prezentujący transmisje i retransmisje obrad Izby Gmin, Izby Lordów, Szkockiego Parlamentu, Zgromadzenia Walijskiego oraz Zgromadzenia Irlandii Północnej, a niekiedy również synodu Kościoła anglikańskiego. Kamery stacji są obecne zarówno na posiedzeniach plenarnych, jak i podczas jawnych obrad komisji parlamentarnych. Kanał jest dostępny w naziemnym i satelitarnym przekazie cyfrowym, a także w Internecie w systemie live streaming.
Początkowo brytyjski kanał parlamentarny był produkowany przez prywatną sieć kablową Flextech pod nazwą The Parliamentary Channel. W 1998 zarządzanie nim przejęło BBC, które zmieniło jego nazwę na BBC Parliament. Choć BBC finansuje stację i ponosi odpowiedzialność za jej kształt programowy, w sensie technicznym 100% prezentowanych transmisji jest realizowane przez prywatną firmę, Millbank Studios. 
The Record Europe, produkowany z myślą o antenie BBC Parliament magazyn dotyczący prac Parlamentu Europejskiego.
Dzisiejsze logo BBC Parliament to logo BBC, pod nim napis PARLIAMENT.